# Bitka kod Brunkeberga
Bitka kod Brunkeberga dogodila se 10. listopada 1471. godine. Sukobile su se švedska i danska vojska. 
Brunkeberg je jedno brdo koje se nalazi u središtu Stockholma.
Švedska je bila protiv Kalmarske unije, a Danska na suprotnoj strani. Švedska vođa je bio Sten Sture Stariji koji je vladao s titulom "riksföreståndare" (hrv. namjesnik). Kristijan I. je bio kralj Kalmarske unije i nije bio zadovoljan s neovisnom Švedskom. Kad je Kristijan bio u Stockholmu šveđani su išli u napad kod Brunkeberga. Bitka je bila jako krvava a danci su izgubili mnogo boraca.
Poslije bitke Sten Sture je išao u povorci u grad i ljudi su ga slavili kao junaka. On još uvijek ima status junaka u švedskoj povijesti. Njegova pobjeda je više puta naprema priču o Svetom Jurju i zmaju. Sveti Juraj (junak) simbolizira Stena Sturea, Danska simbolizira zmaja, a Švedska simbolizira djevicu.

## Galerija slika
- Stari kip "Sveti Juraj i zmaj" u crkvi Storkyrkan u Stockholmu
- Replikacija kipa u Starom Gradu u Stockholmu
- Skica spomenika u Stockholmu
- Spomenik u Uppsali